# Вулканы Гондураса
Список действующих и потухших вулканов Гондураса.
| Название      | Высота | Координаты                      | Последнее извержение |
| ------------- | ------ | ------------------------------- | -------------------- |
| Эль-Тигре     | 783 м  | 13°13′37″ с. ш. 87°38′28″ з. д. | Голоцен              |
| Сакате-Гранде | 640 м  | 13°20′ с. ш. 87°50′ з. д.       | Голоцен              |
| Йохоа         | 1090 м | 14°59′ с. ш. 87°59′ з. д.       | Голоцен              |
| Утила         | 74 м   | 16°06′ с. ш. 86°54′ з. д.       | Голоцен              |